# Dreiwegehahn

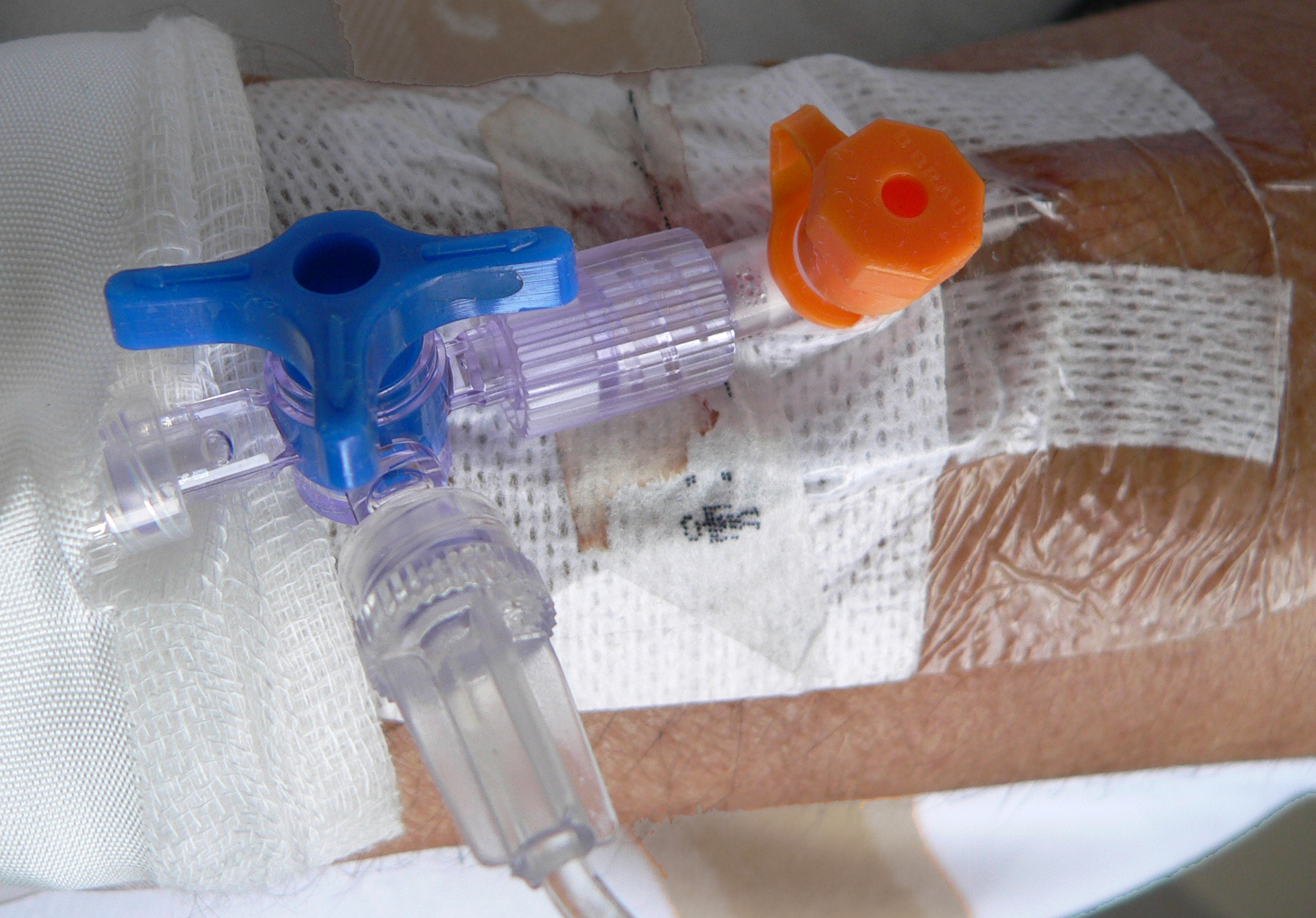
Dreiwegehahn an einem PVK

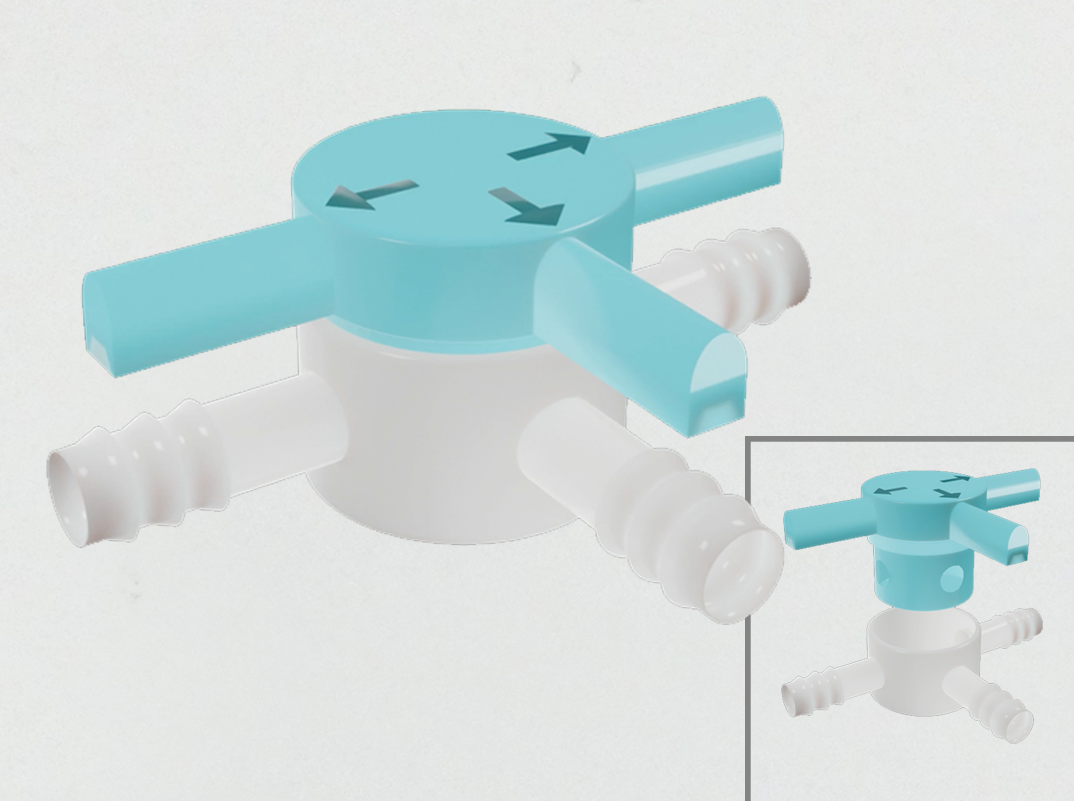
3D-Grafik eines Dreiwegehahns

Der Dreiwegehahn (3-Wege-Hahn) ist ein Absperrhahn mit drei Anschlüssen. Er dient dem Durchleiten von Gasen oder Flüssigkeiten.
Jede Richtung kann einzeln geschlossen werden, wobei eine Verbindung zwischen den anderen beiden entsteht; oder alle drei Richtungen sind miteinander verbunden.
Je nach Konstruktion kann bei Schrägstellung auch ein gleichzeitiger Verschluss aller Richtungen möglich sein.
Eine flexiblere Umsetzung des Mehrwegehahns ist der ebenfalls seit langer Zeit verwendete Vierwegehahn.
Für die genaue Einstellung eines Mischungsverhältnisses wird ein Mischventil oder Verteilerventil eingesetzt.

## Einsatz

1) geschlossen
2) Zufluss oben, Abfluss links
3a) Zufluss oben, Abfluss links und rechts
3b) Zufluss oben und links, Abfluss rechts
4) Zufluss oben, Abfluss rechts

- Die erste Anwendung dürfte durch seinen Erfinder Denis Papin zwischen 1675 und 1679 erfolgt sein, der den Dreiwegehahn bei Dampfexperimenten, die er bei Robert Boyle in London vornahm, einsetzte.[2][3]
- Der Dreiwegehahn wird im medizinischen Bereich dazu genutzt, zwei Infusionen gleichzeitig, nacheinander oder auch abwechselnd über eine Venenverweilkanüle in die Vene des Patienten laufen zu lassen.
- Bei Kraftstoffanlagen wird der Hahn verwendet um:
  - auf einen Reserve-Tank umzuschalten, z. B. bei Motorbooten,
  - auf einen Reserve-Betrieb umzuschalten, z. B. bei Motorrad (nur ein Tank, aber das Röhrchen des Haupt-Einlasses ist um wenige Zentimeter länger als das Röhrchen des Reserve-Einlasses) oder
  - auf einen zweiten (Reserve) Kraftstoff-Filter umzustellen, z. B. bei Dieselmotoren.